# Mimosa pigra
Mimosa pigra (pigra = loco, lento), también llamada carpinchera, es  una especie nativa de los Neotrópicos, del género Mimosa. Puede volverse una especie invasora, y se encuentra incluida en la lista 100 de las especies exóticas invasoras más dañinas del mundo de la Unión Internacional para la Conservación de la Naturaleza, y está documentada en: Australia, Camboya, República Dominicana, Ghana, Guinea, Indonesia, Kenia, Malasia, Papúa New Guinea, Sudáfrica, Sri Lanka, Suazilandia, Tanzania, Tailandia, Uganda, Zambia, EE. UU., Vietnam. 
Es un arbusto leñoso, originario de la América tropical y extendido ampliamente en los trópicos.
En Australia se limita actualmente al Territorio del Norte donde están infestadas aproximadamente 80.000 ha de terrenos inundables costeros, por lo que se considera una de las peores plagas del ecosistema australiano.
Forma densos y espinosos matorrales, impenetrables, especialmente en las zonas húmedas.
Cuando a finales de 1960s se identificaron pequeñas infestaciones de Mimosa pigra a lo largo de los bancos de arena del río Adelaide en el Territorio del Norte, Australia, la "N.T. Agriculture Branch" tomó medidas para exterminarlos asperjando con Tordón, método prometedor para lograr la erradicación; sin embargo el gobierno del Territorio del Norte suspendió el trabajo, permitiendo así que la especie se extendiera ampliamente.

## Descripción
Mimosa pigra es un arbusto  leguminosa, que puede alcanzar más de 6 m de altura. El tallo es verdoso en las plantas jóvenes y se hace leñoso en las adultas. Está armada con espinas de más de 7 mm de largo. Las hojas, de color verde brillante, son bipinnadas; consisten en un raquis central espinoso de 20 a 25 cm de largo con 16 pares de pinas de 5 cm de largo, cada una dividida en pares de foliolos de 3 a 8 mm de largo. Estas hojas son sensibles, plegándose al tacto y al caer la noche. La inflorescencia es de color malva a rosa, nace en cabezas apretadas, pedunculadas, subglobosas de 1 cm de diámetro, cada una con alrededor de cien flores. Cada cabeza de flor produce un grupo de 10 a 20 legumbres, que luego maduran y se rompen en segmentos, cada uno contiene una semilla de forma oblonga. La vellosidad localizada en los segmentos les permite flotar en el agua y adherirse al cabello o a la ropa, facilitando así su dispersión. Las semillas, que se producen en mucha cantidad, al madurar son de color marrón claro a marrón o verde oliva. Pueden sobrevivir por lo menos 23 años en suelos arenosos, pero su viabilidad disminuye más rápidamente en los arcillosos.
La planta puede germinar durante todo el año si el suelo está húmedo, aunque no inundado. Sin embargo, la mayoría de la germinación tiene lugar al comienzo y al final de la temporada de lluvias. El crecimiento de las plántulas es rápido, y la floración se produce entre 4 y 12 meses después de germinada. El proceso desde la yema floral a las semillas maduras se hace en cinco semanas.

## Plantas emparentadas
Mimosa pigra está estrechamente relacionada con Mimosa pudica (la mimosa común). Se diferencia de esta por su gran tamaño, grandes vainas (6 a 8 cm de largo, a diferencia de los 2,5 cm de M. pudica) y hojas que tienen 6 a 16 pares de pinas en comparación con 1 a 2 pares en M. pudica. Mimosa pudica está también clasificada como maleza en el Territorio del Norte australiano. 

Por otra parte, en Australia, Mimosa pigra también se puede confundir con Leucaena leucocephala, con las especies de Aeschynomeme y de Sesbania, aunque se distingue de estas plantas por sus hojas sensibles, espinas y flores color malva.

## Historia en Australia
Mimosa pigra fue probablemente introducida en Australia en el Jardín Botánico George Brown de Darwin entre 1871 y 1891, tanto de forma accidental en las muestras de semillas o como curiosidad por sus hojas sensibles. Su diseminación en torno a Darwin durante los siguientes 60 años no fue particularmente notable, hasta una gran infestación descubierta en 1952 en el río Adelaide, 100 km al sur de Darwin. Hacia 1968 se había extendido aguas abajo del río Adelaide, hasta el cruce de Marrakai, y alrededor de 1975 había alcanzado el puente de Arnhem Highway. Las plantas estaban ya bien establecidas como para extenderse por las llanuras de inundación del río Adelaide. Aunque no eran muy apetitosas, la inmensa población de búfalos de agua que sobrepastoreaban los terrenos inundables, contribuyó en gran medida a su asentamiento. Además, debido la flotabilidad de las semillas la rápida propagación estaba asegurada. La población aumentó espectacularmente y durante la primera mitad de los años 1980s otros ríos fueron colonizados, pero la tasa de establecimiento se ha ido ralentizando desde finales de los 80.

## Distribución

### Distribución global
Mimosa pigra es nativa de América tropical, donde se encuentra en un cinturón ancho que se extiende desde México, atraviesa Centroamérica hasta el norte de Argentina.
A fecha de la primera década de 2000 se ha expandido por los trópicos y se considera una seria plaga en África, India, Sudeste Asiático y varias islas del Pacífico.

### Distribución en Australia
Desde los 1950s, Mimosa pigra se ubica en varios sistemas de ríos en el Top End. Aparece tanto en el río Victoria al oeste y del río Phelp (en Arnhem Land) al este. Un fuerte surgimiento de mimosas fue descubierto cerca de Proserpina, en el norte de Queensland en febrero de 2001.

## Hábitat
Esta especie prospera bien en un clima de húmedo tropical a seco. No parece preferir ningún tipo particular de sustrato, pero se encuentra más comúnmente en los húmedos tales como valles de inundación y riberas de los ríos en los suelos que van desde arcillosos negros agrietables y con arcillas arenosas de arena gruesa silícea.

## Etimología
La especie fue identificada por primera vez por Linneo, quien también nombró a una especie distinta Mimosa asperata, sobre la base de su distinta morfología foliar. Se describió a Mimosa pigra con una espina erecta entre las pinas, mientras que Mimosa asperata tiene espinas en àres opuestos entre las pinas.
Otras investigaciones adicionales demostraron que ambas formas de la hoja se podían producir en la misma planta, por lo tanto ambas especies se unieron bajo el nombre Mimosa asperata asperata y, posteriormente, se renombró como Mimosa pigra. El nombre científico sigue siendo Mimosa pigra. 
Sinonimia
- Mimosa asperata var. pigra Willd.
- Mimosa brasiliensis Niederl.
- Mimosa canescens Willd.
- Mimosa ciliata Willd.
- Mimosa hispida Willd.
- Mimosa polycantha Willd.
- Mimosa procumbens Sessé & Moc.
- Mimosa procumbens Schumach. & Thonn[13]

En Australia, su nombre común es "mimosa" o "planta gigante sensible".